# Les Roches-de-Condrieu
Les Roches-de-Condrieu sont une commune française située dans le département de l'Isère en région Auvergne-Rhône-Alpes.
Ses habitants sont appelés les Rochelois.

## Géographie

### Situation et description
| - OpenStreetMap Limite communale. |

Cette commune est située dans l'aire urbaine de Vienne et dans son unité urbaine, à 10 km au sud de Vienne sur le Rhône. La commune des Roches-de-Condrieu se situe dans la rive gauche d'un méandre du fleuve Rhône. Elle comprend des pieds de coteaux abrupts et boisés à l'Est, une plaine alluviale en direction de l'Ouest, et un éperon rocheux sur lequel vient buter le Rhône, au nord. Le territoire est caractérisé par un climat continental avec une légère influence climatique méditerranéenne remontant par la vallée du Rhône. La commune est soumise au mistral, vent à dominance Nord-Sud, accentué par le goulot d'étranglement formé par les collines du Pilat à hauteur de la commune.
En rive gauche du Rhône, le méandre des Roches de Condrieu fut court-circuité pour faciliter la navigation moderne nécessitant de plus grands bateaux. L’ancien cours mineur du fleuve a alors été transformé en base de loisirs. Cet aménagement a profondément modifié la dynamique du fleuve à l’échelle locale.

### Géologie et relief
La géologie des Roches-de-Condrieu est constituée, sur les deux tiers de la commune, principalement d'alluvions déposés par le Rhône, sur le tiers restant, de dépôts morainiques de la fonte des glaciers en place durant la dernière période glaciaire dite du Würm. Le nom du village rend compte de cette géologie particulière.

### Climat
Pour des articles plus généraux, voir Climat d'Auvergne-Rhône-Alpes et Climat de l'Isère.
En 2010, le climat de la commune est de type climat océanique altéré, selon une étude du Centre national de la recherche scientifique s'appuyant sur une série de données couvrant la période 1971-2000. En 2020, Météo-France publie une typologie des climats de la France métropolitaine dans laquelle la commune est dans une zone de transition entre le climat semi-continental et le climat de montagne et est dans la région climatique  Nord-est du Massif Central, caractérisée par une pluviométrie annuelle de 800 à 1 200 mm, bien répartie dans l’année.
Pour la période 1971-2000, la température annuelle moyenne est de 12,3 °C, avec une amplitude thermique annuelle de 17,9 °C. Le cumul annuel moyen de précipitations est de 765 mm, avec 8,4 jours de précipitations en janvier et 5,9 jours en juillet. Pour la période 1991-2020, la température moyenne annuelle observée sur la station météorologique de Météo-France la plus proche, « Reventin », sur la commune de Reventin-Vaugris à 6 km à vol d'oiseau, est de 12,9 °C et le cumul annuel moyen de précipitations est de 775,7 mm,. Pour l'avenir, les paramètres climatiques de la commune estimés pour 2050 selon différents scénarios d'émission de gaz à effet de serre sont consultables sur un site dédié publié par Météo-France en novembre 2022.

### Hydrographie
Le territoire des Roches-de-Condrieu  fait partie du bassin versant du Rhône, fleuve qui borde la partie occidentale du territoire et qui la sépare des départements du Rhône et de la Loire, situés en rive droite.

### Voies de communication et transports

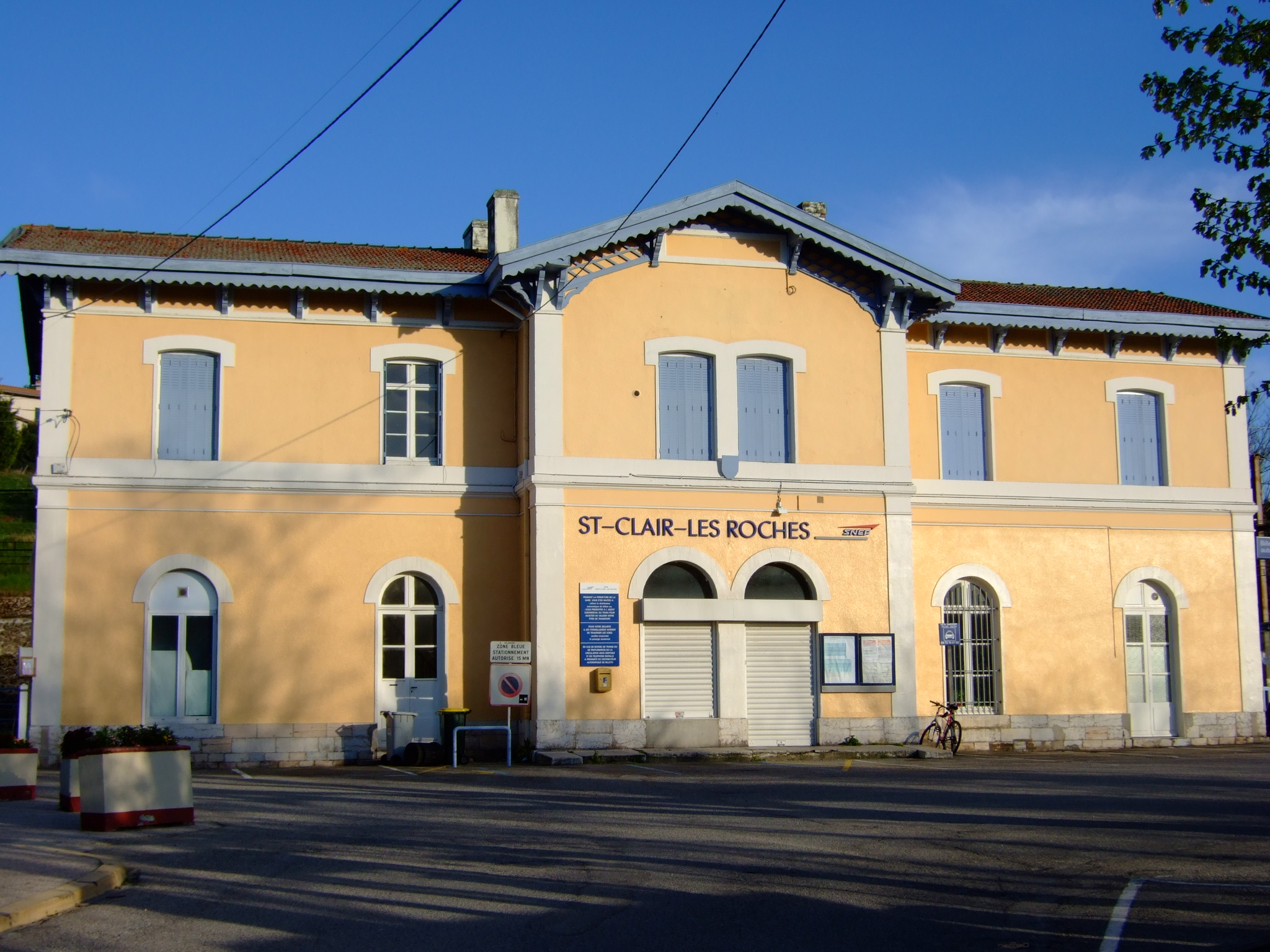
La gare de Saint-Clair-Les Roches.

La commune est située à proximité d'une gare ferroviaire française de la ligne de Paris-Lyon à Marseille-Saint-Charles, desservie par des trains TER Auvergne-Rhône-Alpes qui la relie aux gares de Vienne, Lyon (Perrache) et Valence.

## Urbanisme

### Typologie
Au 1er janvier 2024, Les Roches-de-Condrieu sont catégorisées ceinture urbaine, selon la nouvelle grille communale de densité à sept niveaux définie par l'Insee en 2022.
Elle appartient à l'unité urbaine de Vienne, une agglomération inter-départementale regroupant 25  communes, dont elle est une commune de la banlieue,,. Par ailleurs la commune fait partie de l'aire d'attraction de Lyon, dont elle est une commune de la couronne,. Cette aire, qui regroupe 397 communes, est catégorisée dans les aires de 700 000 habitants ou plus (hors Paris),.

### Occupation des sols
L'occupation des sols de la commune, telle qu'elle ressort de la base de données européenne d’occupation biophysique des sols Corine Land Cover (CLC), est marquée par l'importance des territoires artificialisés (70,6 % en 2018), en augmentation par rapport à 1990 (67 %). La répartition détaillée en 2018 est la suivante : 
zones urbanisées (66,8 %), eaux continentales (29,4 %), espaces verts artificialisés, non agricoles (3,8 %). L'évolution de l’occupation des sols de la commune et de ses infrastructures peut être observée sur les différentes représentations cartographiques du territoire : la carte de Cassini (XVIIIe siècle), la carte d'état-major (1820-1866) et les cartes ou photos aériennes de l'IGN pour la période actuelle (1950 à aujourd'hui).

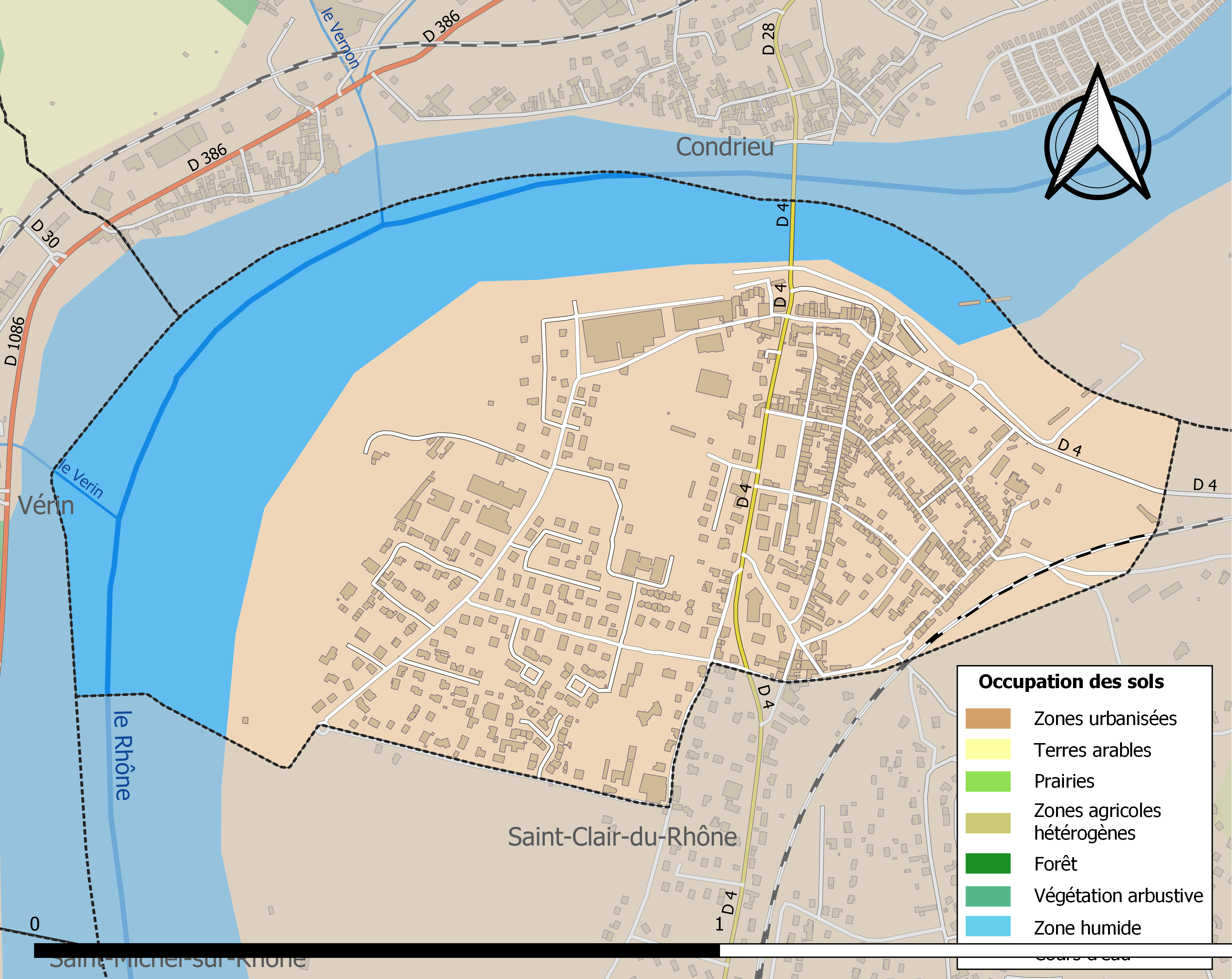
Carte des infrastructures et de l'occupation des sols de la commune en 2018 (CLC).

### Risques naturels et technologiques

#### Risques sismiques
L'ensemble du territoire de la commune des Roches-de-Condrieu est situé en zone de sismicité n°3, dite modérée (sur une échelle de 1 à 5), comme la plupart des communes de son secteur géographique.
| Type de zone | Niveau            | Définitions (bâtiment à risque normal) |
| ------------ | ----------------- | -------------------------------------- |
| Zone 3       | Sismicité modérée | accélération = 1,1 m/s2                |

## Histoire

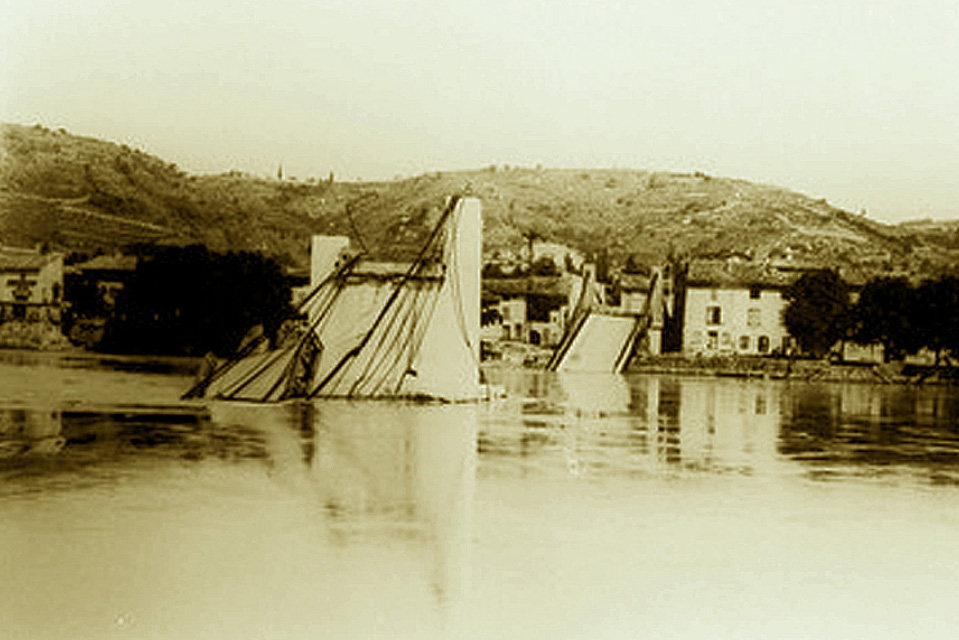
Pont entre Condrieu et les Roches détruit le 20 juin 1940.

Quelques traces gallo-romaines ont été attestées sur la commune. Dès le Moyen Âge, alors que la batellerie sur le Rhône était florissante, les mariniers décidèrent de s'installer à l'abri des inondations sur ce rocher qui avançait formant un méandre. Le hameau qui apparut prospéra et devint un petit port vivant avec ses écuries pour les chevaux de halage, ses fabricants de cordages, ses charpentiers pour les réparations des navires.
Le hameau est alors rattaché à la paroisse de Saint Clair, paroisse rattachée à Condrieu sur l'autre berge du Rhône. La vie des mariniers qui vivaient sur le territoire de la commune des Roches-de-Condrieu était entièrement liée au Rhône. Des habitations sont construites à l'initiative des mariniers de l'époque, sur ces rochers avancés du Rhône, qui, s'ils leur sont apparus redoutables pendant les périodes de navigation, s'avéreront toutefois être de véritables remparts contre les inondations. Les bateliers ont forgé petit à petit ce village portuaire, fait de rues aux maisons alignées. De la persévérance et de la croyance dans les richesses du fleuve, lieu mythologique et organique puissant, ont été nécessaires aux pionniers du "Rocher" pour bâtir une cité prospère et un havre de paix.
A la Révolution française, le village des Roches est intégré au département de l'Isère, à la commune de Saint-Clair-Les-Roches, commune officiellement créée le 3 décembre 1792. Le bourg des Roches est définitivement coupé de Condrieu, commune située de 1790 à 1793 dans le département du Rhône-et-Loire, qui deviendra par la suite le département du Rhône. Le toponyme de la commune conservera le souvenir de cette ancienne gouvernance.
Sous le Consulat, en 1804, le village des Roches, peuplé d'artisans, commerçants et mariniers, fort d'environ 1500 habitants, se sépare de Saint-Clair. Deux nouvelles communes sont créées, Saint-Clair-du-Rhône et les Roches-de-Condrieu. En effet, Saint Clair n'était qu'une bourgade d'agriculteurs d'à peine 500 habitants entourée des terres cultivables sur lesquelles les mariniers des Roches ne voulaient plus payer de taxes. Les Rochelois gardèrent l'accès au fleuve, et, en contrepartie, on conservera le marché accessible aux agriculteurs de Saint-Clair et des environs. Les Halles des Roches, où se tiennent aujourd'hui le marché du mardi matin, furent édifiées en 1834. Un commentaire extrait de l'ouvrage de 1859 de l'historienne et érudite locale Adèle Buisson présente bien l'aspect du village à cette époque :

« Ce hameau était peu considérable ; mais il devint bientôt un grand village lorsque les habitants furent parvenus à se faire distraire du Lyonnais. L’exemption des droits d’aide, de gabelles, etc., dont ils jouirent comme étant de la province du Dauphiné, y multiplia la population. Elle était déjà, en 1769, de 800 individus ; ils obtinrent, à cette époque, la permission d’établir une succursale, et firent bâtir une église. Cette commune comptait 2000 âmes en 1827. »

La traversée du Rhône s'effectue sur la commune à l'aide d'un bac à traille, nommé localement la traille. Du fait de l'augmentation du trafic, un pont est construit en 1833 entre Condrieu et Les-Roches-de-Condrieu. Ce pont suspendu remplace la traille des Roches qui était déjà attestée au XVIe siècle. La pile du bac à traille, similaire à celle que l'on peut voir encore aujourd'hui dans les environs de Vernaison, était encore visible au début du XXe siècle, comme peuvent en témoigner d'anciennes cartes postales... Cette traille cesse d’exister en 1833 après la mise en service du premier pont suspendu.
Avec la révolution Industrielle, et l'avènement du bateau à vapeur, la batellerie et l'artisanat traditionnel vont péricliter. L'axe fluvial va être délaissé au profit de l'axe ferroviaire, établi sous le Second Empire, et qui ouvrira la commune à de nouveaux horizons. La gare de Saint-Clair-Les Roches, toujours en service, est une gare ferroviaire de la ligne de Paris-Lyon à Marseille-Saint-Charles située sur le territoire de la commune de Saint-Clair-du-Rhône. Elle s'appelait autrefois : gare des Roches-de-Condrieu.
A la fin du XIXe siècle, la commune des Roches de Condrieu développe une activité de sparterie. Sur l’initiative de M. Rogemont, ingénieur chimiste, une petite unité de production vit le jour dans l’ancienne Sparterie, fabrique de cordes et de tapis. Ce furent les prémices de l’industrie chimique qui dut se déplacer ensuite sur le site de St Clair pour devenir la Compagnie Française de Produits Chimiques et de Matières Colorantes ou Francolor. En juillet 1916 le « bulletin paroissial des Roches » dit que « l’ancienne sparterie appartenant à M. le Vicomte Maurice De Goÿs, utilisée pendant quelque temps par M. Miribel, vient d’être achetée par M. Jean Rogemond, conseiller du gouvernement pour les produits chimiques. ». La main-d'œuvre locale se mit à la fabrication d’objets nécessaires à l’effort de guerre.
Dans l'Entre-deux guerres, le pont suspendu est remplacé en 1935 par un nouveau pont en béton armé. La construction est réalisée par l'entreprise Basile Baudin et Cie.
Tout juste reconstruit, le pont est coupé en juin 1940 par fait de guerre. Un siècle après avoir été abandonné, le bac à traille est remis en service pour rétablir le franchissement du fleuve. En septembre 1944, lors de la retraite allemande, alors qu'il ne reste qu'une dizaine de mètres à édifier pour remettre l'ouvrage en service, le pont en reconstruction est épargné.
La période des Trente Glorieuses voit l'urbanisation progressive des plaines alluviales en bord du Rhône et la construction de nombreux lotissements. Dans les années 1970 et 1980, la Compagnie Nationale du Rhône lance des travaux de modernisation du trafic fluvial en procédant à l'élargissement du fleuve en de nombreux endroits de toute la vallée du Rhône. La commune des Roches-de-Condrieu a été concernée par ces travaux qui provoquèrent une disparition d'une partie de ses terres, en aval de commune. En contrepartie, l'ancien cours du Rhône situé en amont des Roches-de-Condrieu est reconfiguré en port de plaisance et base nautique.
De nos jours, la commune s'ouvre progressivement au tourisme, avec la requalification progressive de son port fluvial et de son centre-bourg.

## Politique et administration

### Liste des maires
| Période                                  | Période   | Identité             | Étiquette | Qualité                                       |
| ---------------------------------------- | --------- | -------------------- | --------- | --------------------------------------------- |
| mars 1989                                | juin 1995 | Jean Guillon         |           |                                               |
| juin 1995                                | mars 2001 | Josette Forest Valla |           |                                               |
| mars 2001                                | mars 2008 | Manuel Belmonte      |           |                                               |
| mars 2008                                | En cours  | Isabelle Dugua       | DVD       | Maire, conseillère départementale depuis 2021 |
| Les données manquantes sont à compléter. |           |                      |           |                                               |

### Jumelages
La commune a été jumelée avec :
- Cerisano (Italie)[25]

## Population et société

### Démographie
| 1793  | 1800  | 1806  | 1821  | 1831  | 1836  | 1841  | 1846  | 1851  |
| ----- | ----- | ----- | ----- | ----- | ----- | ----- | ----- | ----- |
| 1 481 | 1 207 | 1 532 | 1 436 | 1 458 | 1 422 | 1 428 | 1 379 | 1 358 |

| 1856  | 1861  | 1866  | 1872  | 1876  | 1881 | 1886 | 1891 | 1896 |
| ----- | ----- | ----- | ----- | ----- | ---- | ---- | ---- | ---- |
| 1 236 | 1 217 | 1 171 | 1 054 | 1 014 | 873  | 856  | 876  | 851  |

| 1901 | 1906 | 1911 | 1921 | 1926  | 1931  | 1936  | 1946  | 1954  |
| ---- | ---- | ---- | ---- | ----- | ----- | ----- | ----- | ----- |
| 940  | 873  | 812  | 868  | 1 053 | 1 051 | 1 125 | 1 132 | 1 239 |

| 1962  | 1968  | 1975  | 1982  | 1990  | 1999  | 2006  | 2007  | 2012  |
| ----- | ----- | ----- | ----- | ----- | ----- | ----- | ----- | ----- |
| 1 297 | 1 534 | 1 576 | 1 728 | 1 836 | 1 819 | 1 912 | 1 924 | 1 994 |

| 2017  | 2022  | - | - | - | - | - | - | - |
| ----- | ----- | - | - | - | - | - | - | - |
| 1 925 | 2 031 | - | - | - | - | - | - | - |

### Enseignement
La commune est rattachée à l'académie de Grenoble.

### Médias
Historiquement, le quotidien à grand tirage Le Dauphiné libéré consacre, chaque jour, y compris le dimanche, dans son édition du Nord-Isère (Vienne), un ou plusieurs articles à l'actualité du canton et quelquefois de la commune, ainsi que des informations sur les éventuelles manifestations locales, les travaux routiers, et autres événements divers à caractère local.

## Économie
- Port de plaisance sur le Rhône, deuxième port fluvial de France, comptant 220 anneaux.
- Médecins, professions libérales, artisan boulanger, pharmacie, restauration rapide et restaurant, salons de coiffure et institut de beauté, associations et artistes.

## Culture et patrimoine

### Lieux et monuments

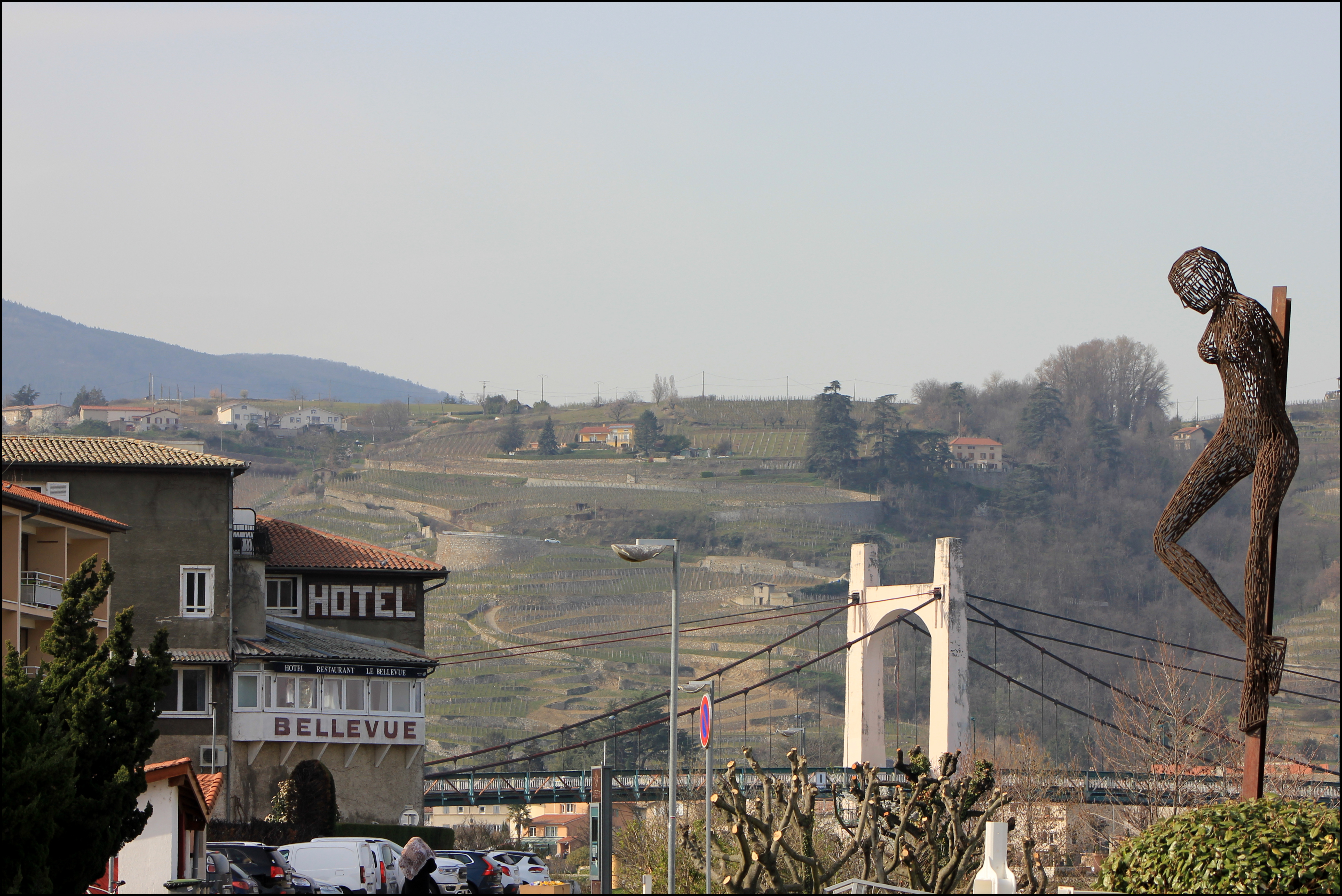
Pont de Condrieu sur le Rhône

- Halle, Place Charles de Gaulle, ex Place de la Liberté, construite en 1834.
- L'église des Roches, dite de Saint Nicolas, porte le nom du patron des mariniers. Cette église auquel toute l'histoire de la petite commune est liée, étant donné qu'elle a été construite en 1784, abrite une Croix des Mariniers de 1830, ainsi que les fresques de Maurice Der Markarian, peintre d'origine arménienne et rochelois pendant quarante ans. Le chœur de l'église a été ajouté en 1836[18].
- Base de loisirs avec plage, téléski nautique, hébergements en chalets.
- Pont suspendu de Condrieu édifié en 1935 (et remplaçant un pont construit en 1832) reliant la commune du même nom et Les Roches-de-Condrieu.

### Personnalités liées à la commune
- L'abbé Jean Gerin (1797-1863), né aux Roches-de-Condrieu et dont le procès en béatification est ouvert depuis 2023[30].
- Paul Froment, poète occitan (1875-1898), mort aux Roches-de-Condrieu.
- André Mouton, coureur cycliste (1903-1964), né et mort aux Roches-de-Condrieu[31].
- Maurice Der Markarian, (1928-2002), artiste qui vécut quarante ans aux Roches-de-Condrieu.

### Héraldique
| Blason de Roches de Condrieu (Les) | Blason  | "D'azur au pont à trois arches d'argent maçonné de sable, mouvant à senestre d'un rocher de sable soutenu d'une rivière ondée d'argent et surmonté à dextre d'une fleur de lis d'or et à senestre d'un dauphin du même". |
| Blason de Roches de Condrieu (Les) | Détails | Armes parlantes. Le statut officiel du blason reste à déterminer. |